# لی جونگ هیوک
لی جونگ هیوک (کره‌ای: 이종혁؛ زادهٔ ۳۱ ژوئیه ۱۹۷۴) بازیگر اهل کره جنوبی است. او در تئاتر، فیلم و مجموعه‌های تلویزیونی ایفای نقش کرده‌است. از آثار او می‌توان به آژانس دوستی سیرانو و شکوفایی جوانی ما اشاره کرد.